# Bous (Luxemburg)
Bous (luxemburgisch Bus) ist ein Ort und eine ehemalige Gemeinde im Großherzogtum Luxemburg. Am 1. September 2023 wurde die Gemeinde mit Waldbredimus zur Gemeinde Bous-Waldbredimus fusioniert. Am 1. Januar 2023 zählte sie 1752 Einwohner und hatte eine Fläche von 15,4 km².
Wichtige Straßen sind die N13 und die N2.

## Bevölkerung
| 2015 | 2016 | 2017 | 2018 | 2019 | 2020 | 2021 | 2022 | 2023 |
| ---- | ---- | ---- | ---- | ---- | ---- | ---- | ---- | ---- |
| 1480 | 1518 | 1553 | 1621 | 1652 | 1669 | 1711 | 1688 | 1752 |

## Zusammensetzung der Gemeinde
Die Gemeinde bestand aus den Ortschaften:
- Assel,
- Bous,
- Erpeldingen,
- Rolling.